# 명보아트홀

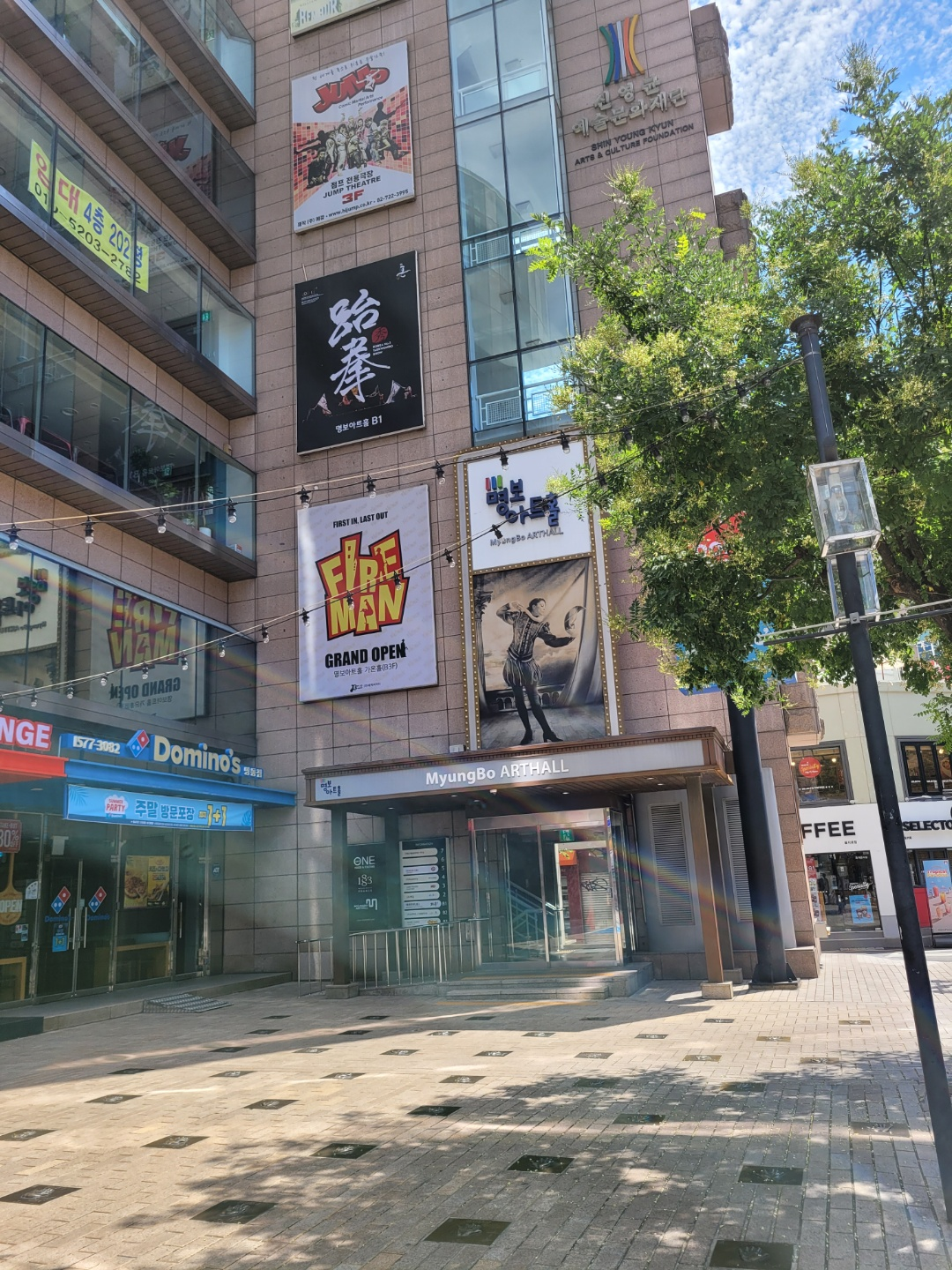
명보아트홀

명보아트홀(明寶 Art Hall)은 서울특별시 중구 을지로동 마른내로 47에 위치한 복합문화공간이다. 1957년 개관한 명보극장(明寶劇場)이 있었으나 극장이 문을 닫은 후 2009년 복합문화공간으로 재단장하여 오늘에 이른다.

## 역사
1957년 8월 26일 1,200석 규모의 한국 영화 전문 상영관으로 개관하였다. 명보극장이 세워진 을지로와 충무로 일대는 일제강점기 황금정으로 불리던 시기부터 단성사, 훗날 스카라극장이 되는 약초좌 등 영화 상영 전용 극장이 있던 영화 중심지였다. 황금정 일대는 한국 전쟁 시기 주요 건물들 상당수가 파괴되었고 50년대 재건기를 거치면서 새로운 건물들이 들어섰다. 이 시기 서울에는 1천 석 이상 규모의 초대형 단일 상영관들이 들어섰고, 명보극장 역시 이러한 흐름에 따라 지어진 극장이었다.
명보극장은 함흥시 출신으로 한국 전쟁 중 남쪽으로 피란을 온 이지룡이 세웠다. 이지룡은 자신의 고향에 있던 명보극장의 이름을 그대로 가져와 극장의 이름으로 삼았으나 자금 부족으로 대림산업에게 극장의 운영권을 넘기게 되었다. 이 과정에서 당시 영화계에도 영향력이 컸던 깡패 이기붕, 이화룡 등의 개입이 있었다는 이야기가 있다. 이지룡은 훗날 1960년대에 스스로 아세아영화사를 세워 영화제작자가 되었다.
명보극장은 주로 한국 영화를 상영하여 한국 영화 진흥에 앞장선다는 평을 받았다. 한국 영화는 오랫동안 제작 전에 검열을 받아야 하였고, 1993년 영화에 대한 사전 검열이 위헌 심판을 받기까지 검열이 계속되었다. 1967년 초 명보극장에서 개봉하였던 《기적》과 같은 영화는 이러한 검열 제도에 의해 제작과 상영이 차질을 빚기도 하였다. 이런 배경 속에서 명보극장은 《성춘향》, 《폭군 연산군》, 《사랑방 손님과 어머니》, 《상록수》 등의 영화를 개봉하였다.
1977년 배우 출신의 정치인 신영균이 명보극장을 인수하였다. 이후 1993년에 옛 극장 건물을 철거하고 명보프라자를 신축하여 멀티플렉스로 운영하였다. 2001년 내부 개보수를 하면서 다시 명보극장으로 운영하였으나, 경영 악화로 2008년 폐관하였다. 2009년 현재의 복합문화공간인 명보아트홀이 문을 열었다. 2010년 신영균은 명보아트홀을 신영균예술문화재단의 소유로 기증하였다.

## 건축

철거 전 옛 명보극장의 모습

명보극장은 한국인이 설계한 최초의 영화관이다. 1957년의 명보극장의 설계는 한국 전쟁 기간 동안 프랑스에서 유학하였던 김중업이 맡았다. 김중업은 와우아파트 붕괴 참사 당시 정부의 건축 시책을 비판하였다가 해외 추방되었고 박정희의 사망 이후에야 귀국할 수 있었다. 1980년대까지 옛 원형을 유지하던 명보극장은 1990년대 단일상영관의 쇠퇴와 멀티플렉스의 유행으로 1993년 결국 철거되었고 옛 명보극장이 철거된 자리에 명보프라자가 세워졌다. 명보극장 철거 과정의 진동으로 인근 건물이 피해를 입어 시공사인 한주흥산과 삼성중공업이 손해를 배상하기도 하였다.
1993년 명보프라자의 설계는 김석철이 맡았고 1994년 완공하였다. 명보프라자는 1995년 한국건축가협회상 본상을 수상하였다.

## 갤러리

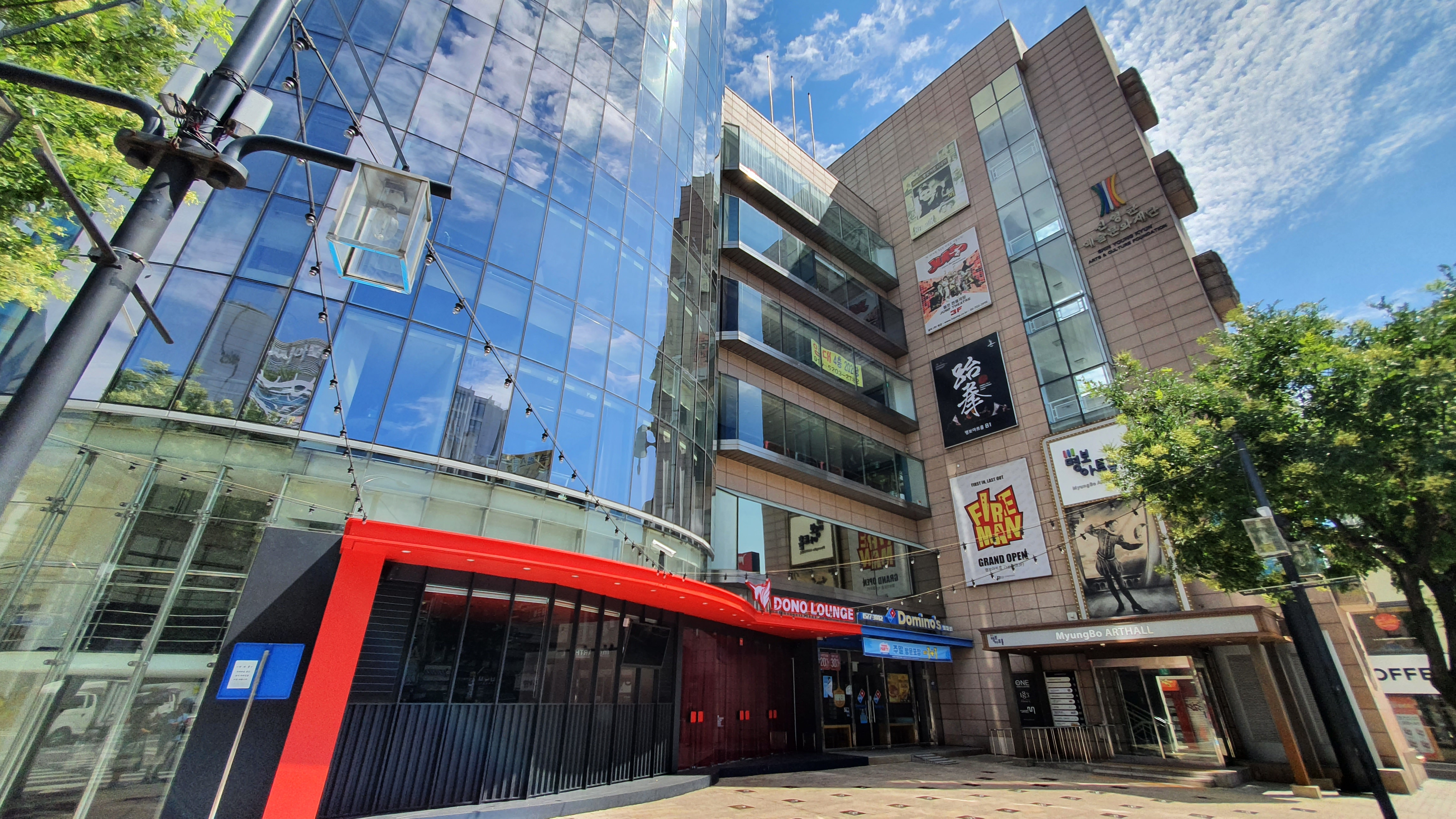
건물 앞모습
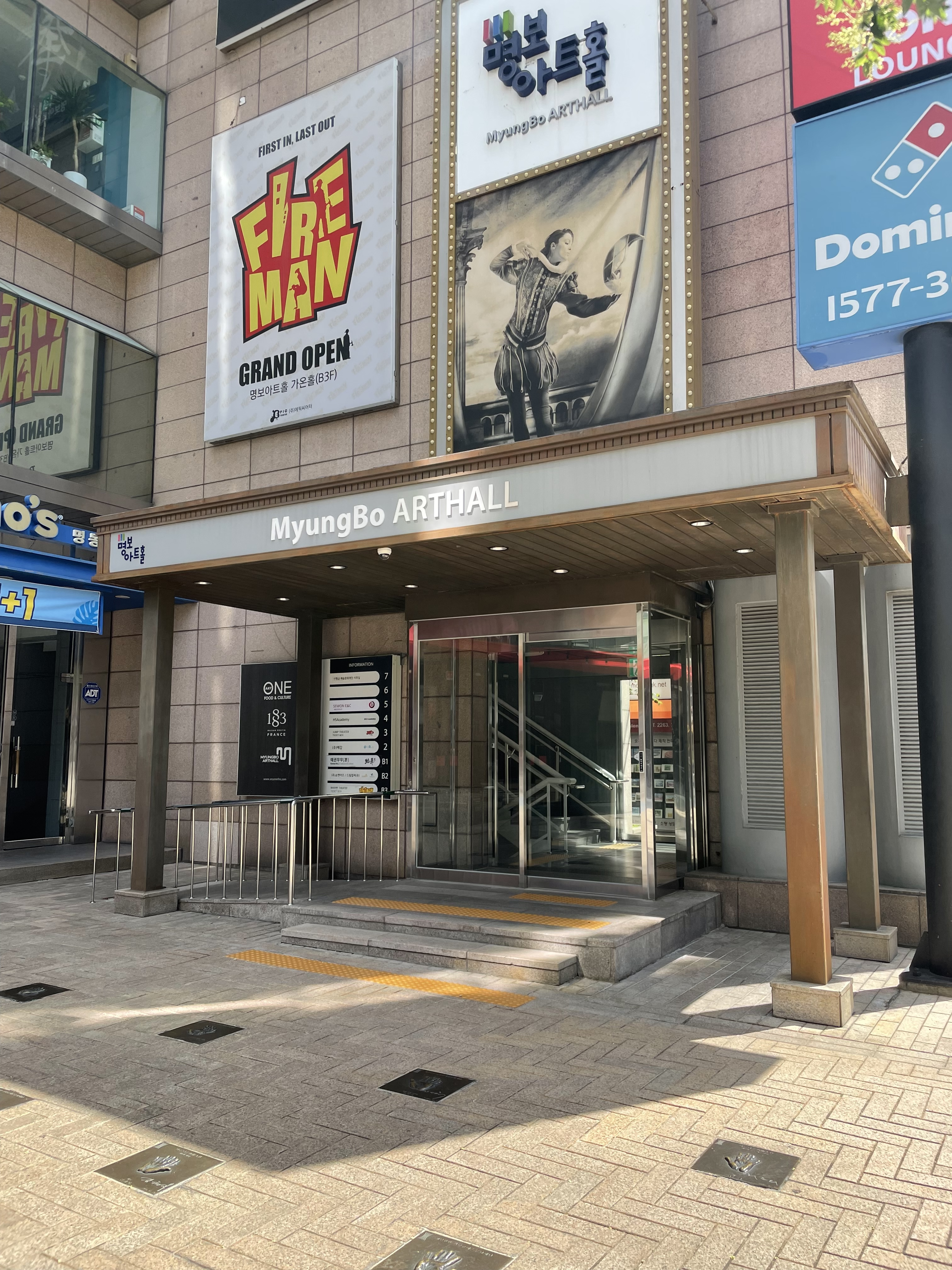
명보아트홀 입구

## 같이 보기
- 스카라극장
- 국도극장